# Claudia Dell

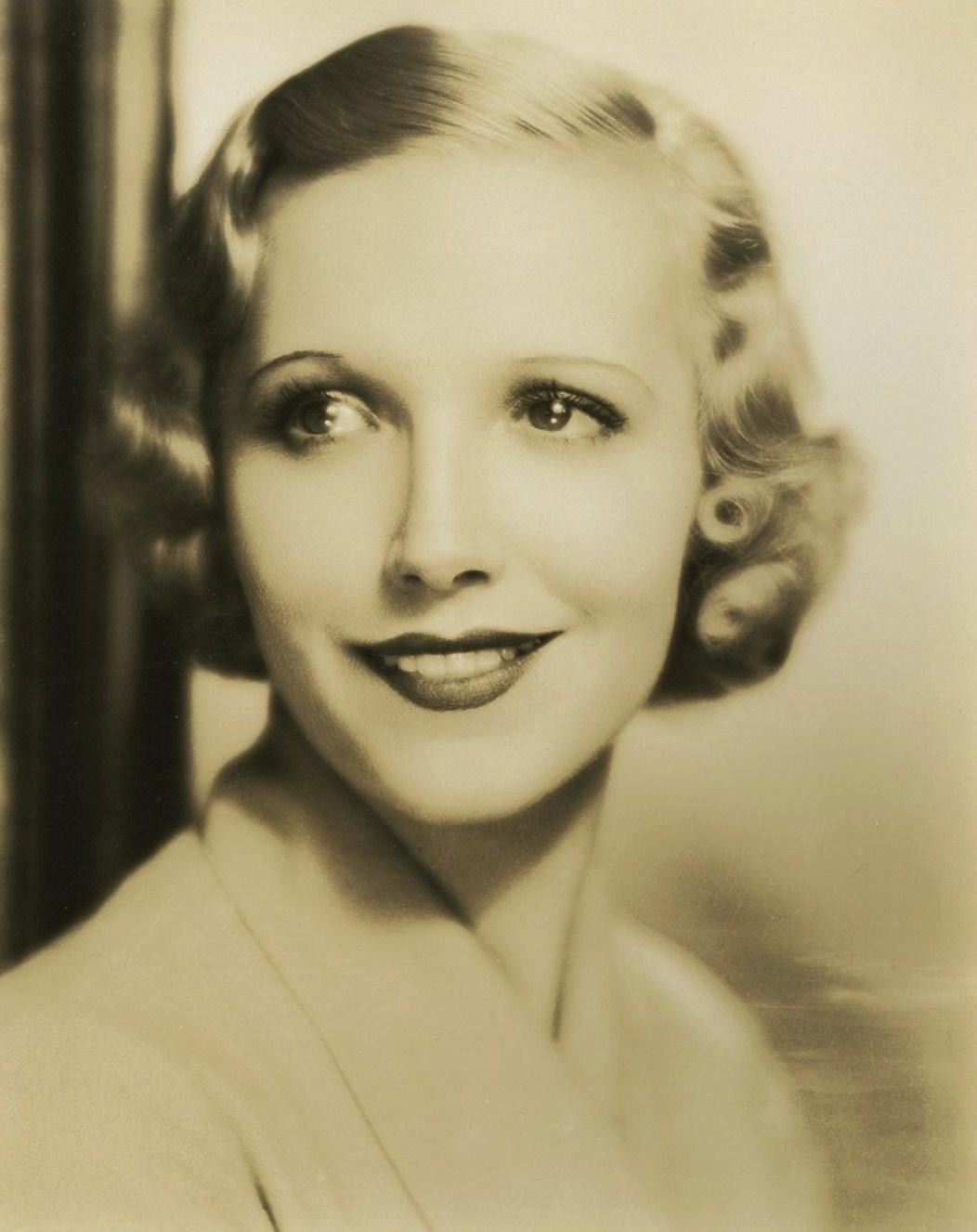
Claudia Dell (1932)

Claudia Dell Smith (* 10. Januar 1909 in San Antonio, Texas; † 5. September 1977 in Los Angeles, Kalifornien) war eine US-amerikanische Schauspielerin und ein Showgirl. Sie wirkte insgesamt in über 40 Filmen mit.

## Leben
Claudia Dell verbrachte ihre Jugend in ihrer Heimatstadt San Antonio und in Mexiko. Bereits ihre Tante Mary Dell war als Schauspielerin am Vaudeville tätig, wodurch auch Claudia bereits früh mit dem Showgeschäft in Berührung kam und bereits als Kind während des Ersten Weltkriegs mit einer Violine Truppen auf der Militärbasis Kelly Field in San Antonio unterhielt.
Nach ihrem Schulabschluss zog Dell nach New York City und nahm dort Schauspielunterricht bei der Theaterschauspielerin Irene Delroy, durch deren Hilfe sie Teil der Ziegfeld Follies des Jahres 1927 wurde. Weiteren Schauspiel- und Gesangsunterricht nahm Dell an der renommierten Juilliard School. Nach Abschluss ihrer Ausbildung reiste sie nach London, um dort für ein Jahr im Theaterstück Mary Mary aufzutreten. Während dieser Zeit wurde sie von Agenten des Filmstudios Warner Brothers entdeckt und kehrte nach weiteren Bühnenauftritten in Südeuropa in die Vereinigten Staaten zurück.
Ihr Debüt in Hollywood gab Dell 1929 im Kurzfilm Viennese Melody. In einigen ihrer frühen Filme wie Montana Moon war sie nur in kleinen, meist nicht im Abspann genannte Rollen zu sehen. Ihre ersten größeren Rollen spielte sie 1931 in den Komödien Bachelor Apartment und Alle Griffe erlaubt. In Cecil B. DeMilles Cleopatra war Dell 1934 in einem kleinen Auftritt als Octavia Minor zu sehen. Es folgten kleine Rollen in Filmen wie Algiers und Chicago – Engel mit schmutzigen Gesichtern sowie Hauptrollen in mehreren B-Movies. 1952 beendete sie ihre Leinwandkarriere nach über 40 Filmauftritten.
Nach dem Ende ihrer Filmkarriere betätigte sich Dell im Radioprogramm Lux Radio Theatre und trat dort in Sendungen von Cecil B. DeMille und Orson Welles auf. Zudem hatte sie in New York zeitweise eine eigene Fernsehshow namens Leave It to the Girls. In den frühen 1970er Jahren moderierte Dell die Claudia Dell Show, schrieb eine eigene Kolumne und schrieb eigene Stücke fürs Radio. Nach ihrer Laufbahn im Radio arbeitete sie in einer Modelagentur als Lehrerin für angehende Models.
Claudia Dell war dreimal verheiratet: Ihre erste, im Alter von 17 Jahren geschlossene Ehe wurde 1930 geschieden. Auch ihre zweite, 1934 geschlossene Ehe mit dem Theaterproduzenten Edward Silton endete 1947 in der Scheidung. Im selben Jahr heiratete Dell den Kaugummihersteller Daniel Emmett. Alle drei Ehen blieben kinderlos.
Claudia Dell starb am 5. September 1977 im Alter von 68 Jahren in Los Angeles. Eine Todesursache wurde nicht bekannt. Ihr Grab befindet sich im Valhalla Memorial Park in North Hollywood.

## Filmografie (Auswahl)
- 1929: Viennese Melody (Kurzfilm)
- 1930: Montana Moon
- 1931: 50 Million Frenchmen
- 1931: Bachelor Apartment
- 1931: Alle Griffe erlaubt (Sit Tight)
- 1931: Juwelenraub in Hollywood (The Stolen Jools; Kurzfilm)
- 1932: Hearts of Humanity
- 1934: Cleopatra
- 1935: The Lost City (Serial)
- 1938: Algiers
- 1938: Chicago – Engel mit schmutzigen Gesichtern (Angels with Dirty Faces)
- 1944: Black Magic